# Sulechówko
Sulechówko (niem. Klein Soltikow) – wieś w Polsce położona w województwie zachodniopomorskim, w powiecie sławieńskim, w gminie Malechowo.
W latach 1975–1998 wieś położona była w województwie koszalińskim. 
Inne miejscowości z prefiksem Sulech: Sulechowo, Sulechów, Sulechówek

## Zabytki
- pałac, park pałacowy[4].
- mauzoleum-grobowiec pomorskiego rodu von Schlieffen[5][6].